# Cung điện Jabłonowski
Cung điện Jabłonowski (tiếng Ba Lan: Pałac Jabłonowskich) là một cung điện lịch sử nằm trên Quảng trường Nhà hát ở quận Downtown (ródmieście) của Warsaw, Ba Lan.
Trước Thế chiến II, cung điện đóng vai trò là tòa thị chính của thành phố Warsaw.

## Lịch sử
Cung điện Jabłonowski được xây dựng vào năm 1773-85 dành cho Antoni Barnaba Jabłonowski bởi Jakub Fontana và Dominik Merlini. Vào năm 1817-19, nó được xây dựng lại để phục vụ như một tòa thị chính của thành phố Warsaw, thay thế tòa thị chính cũ đã bị dỡ bỏ. Năm 1863, tòa nhà đã bị hư hại do hỏa hoạn bằng cách chứng minh tấm lòng yêu nước những người yêu nước Ba Lan trong cuộc nổi dậy tháng 1 năm 1863.
Vào năm 1864-69, tòa nhà được xây dựng lại theo phong cách Neo-Renaissance. Vào thời điểm đó, một ngọn tháp đặc trưng đã được xây dựng thêm vào.
Trong cuộc xâm lược Ba Lan năm 1939, tòa thị chính đóng vai trò là trụ sở phòng thủ dân sự của Warsaw. Trong cuộc nổi dậy Warsaw năm 1944, quân Đức đã phá hủy tòa nhà. Năm 1952-58 những đống xà bần của tòa thị chính đã bị xóa.
Trong những năm 1990, tòa nhà được xây dựng lại theo kế hoạch kiến trúc trước năm 1936. Hình dạng tổng thể của cung điện, bao gồm cả tháp và mặt tiền, là trước chiến tranh. Một số tính năng, tuy nhiên, đã được xây dựng theo phong cách hiện đại.